# Riesenameisenwürger

Verbreitungskarte des Riesenameisenwürgers

Der Riesenameisenwürger (Batara cinerea), auch Riesen-Ameisenwürger, ist die größte Vogelart aus der Familie der Ameisenvögel. Er ist die einzige Art der Gattung Batara. Die Zugehörigkeit zur Familie der Ameisenvögel wird aufgrund morphologischer Beobachtungen an Riesenameisenwürgern vermutet, Übereinstimmungsuntersuchungen auf molekularer Ebene stehen noch aus.

## Beschreibung
Der Vogel ist circa 34 cm groß und wiegt bis zu 140 Gramm. Weibliche Vögel sind geringfügig leichter. Der Schnabel ist hakenartig gebogen. An den Scheiden des Oberschnabels befinden sich scharfe Hornzähne. Der Schwanz ist relativ lang. Die Flügeloberseiten, der Rücken und der Schwanz sind dunkelbraun-hellbraun quergestreift, der Körper ist graubraun. Die männlichen Riesenameisenwürger haben kronenförmig schwarze abstehende Federn auf dem Kopf. Die Oberseite des Kopfes bei weiblichen Vögeln ist eher haselnussbraun mit schwarzer Spitze.

## Lebensweise und Lebensraum
Der Riesenameisenwürger kommt im nördlichen Argentinien, Bolivien, südöstlichen Brasilien und Paraguay vor. Im südöstlichen Brasilien findet man den Vogel im Regenwald bei Bambusgewächsen. In Richtung der Anden kommen Riesenameisenwürger bis auf eine Höhe von 2600 Meter ü. N.N. vor. Im Gran Chaco findet man sie im dichten Unterholz.
Der Riesenameisenwürger ernährt sich von Insekten, Schnecken und kleinen Wirbeltieren, denen er mit kurzen Flügen und Hüpfern auf dem Boden nachstellt. Zum Speiseplan gehören auch Eier und Jungtiere anderer Vogelarten. Der Gesang besteht aus meist acht schnell hervorgestoßenen Flötentönen mit einem Auftakt.

## Fortpflanzung
Die durchschnittliche Gelegegröße besteht beim Riesenameisenwürger aus 2,4 Eiern.

## Unterarten
Es sind folgende Unterarten bekannt:
- Batara c. argentina Shipton, 1918[7]

Diese Unterart kommt in Paraguay, hauptsächlich in den Departamentos Boquerón und Presidente Hayes vor, sowie im nordwestlichen Argentinien in den Provinzen Jujuy, Salta und im Norden der Provinz Tucumán. Die Gefiederfärbung bei der Unterart argentina ist ein wenig blasser als bei der Nominatform.
- Batara c. excubitor Bond & Meyer de Schauensee, 1940[8]

Diese Unterart kommt in Bolivien, im Westen des Departamentos Santa Cruz vor. Die Gefiederfärbung bei der Unterart excubitor ist ein wenig blasser als diejenige der Unterart argentina.
- Batara c. cinerea (Vieillot, 1819)[9]

Die Nominatform ist im südöstlichen Brasilien und dem nordöstlichen Argentinien verbreitet.

## Status
Der Bestand der Art gilt als nicht gefährdet (least concern), da ihr Verbreitungsgebiet mit 600.000 km² relativ groß ist. Durch das Abholzen des Regenwalds hat der Bestand jedoch eine abnehmende Tendenz.

## Riesenameisenwürger und der Mensch

### Etymologie, Forschungsgeschichte und Name
Die Erstbeschreibung des Riesenameisenwürgers erfolgte 1819 durch Louis Pierre Vieillot unter dem wissenschaftlichen Namen Tamnophilus cinereus. Als Verbreitungsgebiet gab er Brasilien an. 1831 führte René Primevère Lesson die neue Gattung Batara ein. Der Begriff bedeutet in der Guaraní-Sprache mehrere kleine schwarze Vögel. Der Artname »cinerea« leitet sich von lateinisch cinis, cineris ‚Asche‘ ab. Der Artname des wissenschaftlichen Namens, cinerea, ist die weibliche Wortform des lateinischen Wortes cinereus und bedeutet „aschgrau“. Diese Farbbezeichnung findet sich zum Beispiel unter anderem wieder bei der Gebirgsstelze (Motacilla cinerea), beim Graureiher (Ardea cinerea) und beim Terekwasserläufer (Xenus cinereus).
»Excubitor« bei der Unterart Batara c. excubitor hat seinen Ursprung in lateinisch excubitor, excubitoris, excubare, cubare ‚Wächter, Wache halten, sich hinlegen‘. »Argentina« bei der Unterart Batara c. argentina bezieht sich auf das Land Argentinien. In Paraguay scheint die Art so selten zu sein, dass Alfred Laubmann sie in seinem Werk Die Vögel von Paraguay nicht erwähnte.
Im Verbreitungsgebiet lautet der spanische Name des Riesenameisenwürgers „Batará gigante“; der portugiesische Name lautet „Matracão“.

### Briefmarke
Der Riesenameisenwürger findet sich auf einer Briefmarke zu 35 Lib$ aus Liberia aus dem Jahre 2000 aus der Serie Tropical birds of the world.